# Asmate honei
Asmate honei là một loài bướm đêm trong họ Geometridae.